# 吉恩·费雷拉·纳尔德
吉恩·费雷拉·纳尔德（Jean Ferreira Narde，1979年11月18日—），简称吉恩或积安（Jean），是一名巴西职业足球运动员，司职中后卫。现在效力于中国足球甲级联赛球队广东日之泉。

## 俱乐部生涯
积安在巴西老牌强队圣保罗开始职业足球生涯，2003年转会加盟俄罗斯联赛球队土星，又先后被租借到莫斯科迪纳摩和喀山红宝石。2008年回到巴西租借格雷米奥一年。2009年，积安和巴西甲级联赛升班马科林蒂安签约两年，但在8月再次出走俄罗斯，加盟FC莫斯科。
积安在FC莫斯科没有得到任何出场机会，2010年6月10日，他回到巴西，和巴甲球队弗拉门戈签约。他在2010赛季得到稳定的出场机会，但在2011赛季由于球队主教练万德雷·卢森博格不喜欢使用他，因此沦为球队替补。2011年9月，积安转投巴西乙级联赛球队维多利亚。
2012年2月3日，积安转会加盟中国足球甲级联赛球队广东日之泉。

## 荣誉
- 圣保罗
  - 圣保罗州足球甲级联赛冠军：1998，2000
  - 里约圣保罗杯冠军：2001

- 科林蒂安
  - 圣保罗州足球甲级联赛冠军：2009

- 弗拉门戈
  - 瓜纳巴拉杯冠军：2011
  - 里约杯冠军：2011
  - 里约州足球甲级联赛冠军：2011